# I. Péroz szászánida király
Péroz (? – 484 januárja) II. Jazdagird (438–456) fia, III. Hurmuz (456–459) testvére, szászánida király 459–484 között. Öccse, III. Hurmuz megölésével került trónra.
Neve középperzsa név, jelentése. győztes
Az V. század elejére a heftaliták (fehér hunok) más nomád csoportokkal együtt megtámadták Perzsiát. Eleinte V. Bahrám és II. Jazdagird döntő csapásokat mért rájuk, visszaszorítva őket kelet felé. A hunok az 5. század végén visszatértek, és 483-ban legyőzték Pérozt. A győzelmüket követő két évben a heftaliták elárasztották és kifosztották Perzsia egyes keleti részeit. Súlyos adókat is kivetettek a keleti perzsa területekre, melyet jó pár éven át szedtek. A heftalita támadások bizonytalanságot és káoszt okoztak Perzsiában. Péroz megpróbálta kiűzni a heftalitákat, azonban útban Herát felé őt és seregét a sivatagban egy rajtaütés során a fehér hunok legyőzték. Pérozt megölték, serege megsemmisült. Győzelmük után a heftaliták megtámadták Herátot, káoszba döntve Perzsiát.

## Fordítás
- Ez a szócikk részben vagy egészben  az   Imperio Sasánida című spanyol Wikipédia-szócikk fordításán alapul.  Az eredeti cikk szerkesztőit annak laptörténete sorolja fel. Ez a jelzés csupán a megfogalmazás eredetét és a szerzői jogokat jelzi, nem szolgál a cikkben szereplő információk forrásmegjelöléseként.